# 秋水广场站
秋水广场站位于中华人民共和国江西省南昌市红谷滩区卫东街道世贸路与赣江中大道交叉口，秋水广场西侧，是南昌地铁1号线的地铁车站，车站于2015年12月26日和1号线一同启用。

## 车站结构
站厅在地下一层，站台在地下三层为岛式站台。

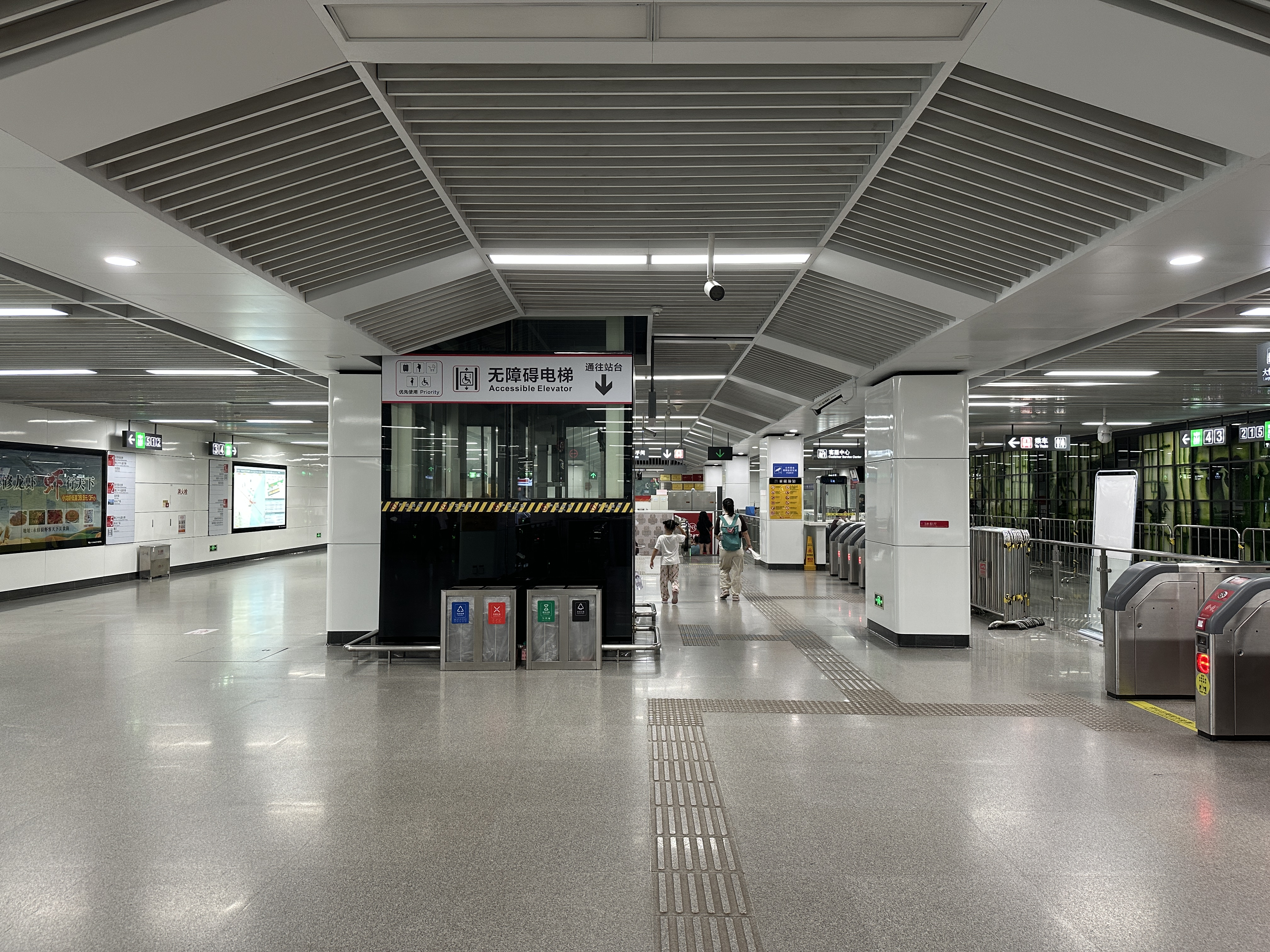
站厅

站厅内设有一面文化墙，考虑到南昌的地理特色，洪城白鹭，城市候鸟现象，在文化墙绿色的水景，水、光影重叠反射，有湿地和白鹭从抽象的结合，呈现平面的视觉美感，颜色影影绰绰，一片绿意葱茏，若虚若实，有抽象有具象，不是传统的表达形式。呈现出“一城景色半城湖，湖光水影映洪城”的美景。另外，玻璃采用背光两套的灯光系统，背面透光有几层的玻璃的重叠，所以的颜色都是手工上色，流彩工艺都是讲究自然的艺术的肌理效果，灵动性的美感。

### 楼层
| 1层  | 地面               | 出入口                         |  |  |
| -1层 | 站厅               | 自动售票机、客服中心           |  |  |
| -2层 | 設備層             | 車站設備                       |  |  |
| -3层 |                    | █ 1号线 往昌北机场（地铁大厦） |  |  |
|      | 岛式站台，左侧开门 |                                |  |  |
|      |                    | █ 1号线 往麻丘（滕王阁）       |  |  |

### 出入口
本站共开放5个出入口。
| 编号                   | 指示                       | 图片 | 建议前往的目的地                                               |
| ---------------------- | -------------------------- | ---- | -------------------------------------------------------------- |
| 出口 · 1L              | 世茂路南侧，赣江中大道西侧 |      |                                                                |
| 出口 · 2L              | 世茂路南侧                 |      | 泰耐克国际大酒店、新府路、崛起广场、雄州路、南昌会议中心       |
| 出口 · 3L · 升降机标志 | 世茂路北侧                 |      | 翠林路、南昌市人民政府、泰耐克国际大酒店、南昌市政协、南昌市委 |
| 出口 · 4L              | 世茂路南侧                 |      | 南昌香格里拉大酒店、南昌雅颂居、翠林路、滨江豪园               |
| 出口 · 5L · 升降机标志 | 秋水广场                   |      | 赣江中大道、赣江                                               |
| 註： 設有              |                            |      |                                                                |

## 历史
- 2009年6月2日《南昌市轨道交通1号线一期工程环境影响报告书（简本）》中本站名为秋水广场站位于赣江中大道西侧、世纪广场下[6][7]。
- 2010年8月30日的1号线一期24个站点暂用名定为秋水广场站[2]。
- 2010年12月15日确定本站名称不变[8]。
- 2015年12月26日随1号线一期一同启用。